# Sanj Khoyt
Sanj K. Khoyt (kalmouk : Санж К. Хойт), Sanji K. Khoyt (kalmouk : Санжи К. Хойт), ou Galushkin S.K. (russe : Галушкин С.К.) né au XXe siècle est un anthropologue et mongoliste kalmouk (sous-groupe mongol) khoid (lui donnant son nom), de Kalmoukie (fédération de Russie). Il travaille pour le Center for Promoting Social and Research Initiatives.

## Œuvres

### Vidéographie
- (ru) Baasanjav Terbish, « Sanj Khoyt, About the Khoyt », Apollo, University of Cambridge,‎ 2017 (DOI 10.17863/CAM.17736, lire en ligne)
- (ru) Churyumov, Anton et Baasanjav Terbish, « Sanj Khoyt, About the Khoshud Dialect », Apollo, University of Cambridge,‎ 2017 (DOI 10.17863/CAM.18256, lire en ligne)
- (ru) Baasanjav Terbish, « Sanj Khoyt, About the Buzava », Apollo, University of Cambridge,‎ 2017 (DOI 10.17863/CAM.17735, lire en ligne)
- (ru) Anton Churyumov et Baasanjav Terbish, « Sanj Khoyt, About the Origin of the Zaisangud Group », Apollo, University of Cambridge,‎ 2017 (DOI 10.17863/CAM.18257, lire en ligne)
- (ru) Anton Churyumov et Baasanjav Terbish, « Sanj Khoyt, About the Ethnonym Khoshud », Apollo, University of Cambridge,‎ 2017 (DOI 10.17863/CAM.18255, lire en ligne)
- (ru) Baasanjav Terbish et Elvira Churyumova, « Sanj Khoyt, The History of the Khoshuds », Apollo, University of Cambridge,‎ 2018 (DOI 10.17863/CAM.23933, lire en ligne)
- (ru) Baasanjav Terbish et Elvira Churyumova, « Sanj Khoyt, Where the Khoshuds Live », Apollo, University of Cambridge,‎ 2018 (DOI 10.17863/CAM.23934, lire en ligne)
- (ru) Baasanjav Terbish, « Sanj Khoyt, The History of the Torghuts », Apollo, University of Cambridge,‎ 2018 (DOI 10.17863/CAM.25174, lire en ligne)